# Louise Hervieu
Louise Hervieu (Alençon, 26 ottobre 1858 – Versailles, 11 settembre 1954) è stata un'artista e scrittrice francese.

## Biografia
Louise Hervieu nacque in una famiglia di origini contadine che si affermò socialmente una volta trasferitasi a Parigi, dove suo padre lavorò come direttore generale delle poste francesi. Studiò presso le Suore di San Giuseppe di Cluny, dove espresse sin da subito il suo talento artistico, e frequentò dapprima i corsi femminili serali di arte tenuti dal Comune di Parigi, poi l'Académie Colarossi. Professionalmente iniziò a legarsi al Salon des Indépendants e, per incoraggiamento di suo padre, si concentrò sul disegno di persone, evidenziandone non solo la fisicità, ma anche il carattere e la psicologia. Tra suoi lavori giovanili figurano svariati schizzi di conoscenti e di passanti, comprese le illustrazioni per I fiori del male di Charles Baudelaire e per i suoi libri Le Livre de Geneviève e Le Bon Vouloir. Al Salon des Indépendants presentò la sua prima mostra personale nel 1910, concernente dipinti, ma il fallimento di questa la fece optare per l'approfondimento del disegno, la tecnica per la quale è maggiormente ricordata.
Nel 1931 partecipò all'Esposizione Coloniale di Parigi e nel 1934 alla XIX Biennale di Venezia, ma abbandonò presto la sua carriera artistica a causa dei suoi problemi alla vista, inaugurando la carriera letteraria. Viene ricordata per il suo libro di memorie Montsouris e per Sang, un romanzo che racconta la storia di una bambino malato di sifilide ispirato alla sua infanzia, che le valse il Prix Femina nel 1936. Dell'anno successivo è l'opuscolo Le Crime, nel quale denuncia il silenzio dilagante sulle malattie ereditarie, sia da parte dei parenti che del personale sanitario, che contribuisce alla diffusione di queste uccidendo soprattutto bambini. Fondò inoltre l'Associazione Louise Hervieu, che raccolse politici, medici e intellettuali favorevoli all'istituzione del libretto sanitario.
Durante il governo di Vichy fu costretta a sciogliere la sua associazione, in quanto molti dei suoi membri erano ebrei, ma ciò non la distolse dal suo attivismo politico, come dimostra un suo articolo pubblicato sulla rivista La Prophylaxie antivénérienne. Durante la seconda guerra mondiale si rifugiò dapprima in Normandia, poi presso la casa di riposo di Longny-au-Perche. Nel dopoguerra, nonostante l'età avanzata, continuò la sua lotta sociale, pubblicando il seguito di Sangs e rilasciando interviste. Morì nel 1954.